# Sainte-Croix-en-Plaine
Sainte-Croix-en-Plaine là một xã ở tỉnh Haut-Rhin trong vùng Grand Est ở đông bắc Pháp. Xã này có diện tích 25,77 km², dân số năm 1999 là 2536 người. Khu vực này có độ cao 196 mét trên mực nước biển.